# Bakacak-Talsperre
Die Bakacak-Talsperre (türkisch Bakacak Barajı) befindet sich am Fluss Kocaçay (İpkaiye Çayı), einem Zufluss des Biga Çayı, in der Provinz Çanakkale im Nordwesten der Türkei.
Die 25 km westlich der Stadt Biga gelegene Talsperre wurde in den Jahren 1991–2000 zum Zweck der Bewässerung errichtet.
Das Absperrbauwerk ist ein 50 m (über Talsohle) hoher Steinschüttdamm mit Lehmkern.
Das Dammvolumen beträgt 2,2 Mio. m³. Der Stausee bedeckt eine Fläche von 7,74 km² und weist ein Speichervolumen von 136 Mio. m³ auf. Die Talsperre ist für die Bewässerung einer Fläche von 9000 ha ausgelegt.